# Stenogrammitis pumila
Stenogrammitis pumila é uma espécie de planta do gênero Stenogrammitis e da família Polypodiaceae. 

## Taxonomia
A espécie foi descrita em 2011 por Paulo Henrique Labiak. 
O seguinte sinônimo já foi catalogado:  
- Lellingeria pumila  Labiak

## Forma de vida
É uma espécie rupícola e herbácea. 

## Descrição
| Folha                    | Folha                 |
| ------------------------ | --------------------- |
| lâmina                   | monomórfica           |
| porção estéril da lâmina | pinatifida            |
| segmento                 | deltoide              |
| tricoma da raque         | flexível e hialino    |
| Tipo de esporângio       |                       |
| soro                     | isolado e arredondado |

## Conservação
A espécie faz parte da Lista Vermelha das espécies ameaçadas do estado do Espírito Santo, no sudeste do Brasil. A lista foi publicada em 13 de junho de 2005 por intermédio do decreto estadual nº 1.499-R. 

## Distribuição
A espécie é encontrada no estado brasileiro de Espírito Santo. 
A espécie é encontrada no domínio fitogeográfico de Mata Atlântica, em regiões com vegetação de floresta ombrófila pluvial.